# Bagnolo Mella
Bagnolo Mella es una localidad y comune italiana de la provincia de Brescia, región de Lombardía, con 12.706 habitantes.

## Evolución demográfica
| Gráfica de evolución demográfica de Bagnolo Mella entre 1861 y 2001 |
|                                                                     |
| Fuente ISTAT - elaboración gráfica de Wikipedia                     |